# جمشید خانیان

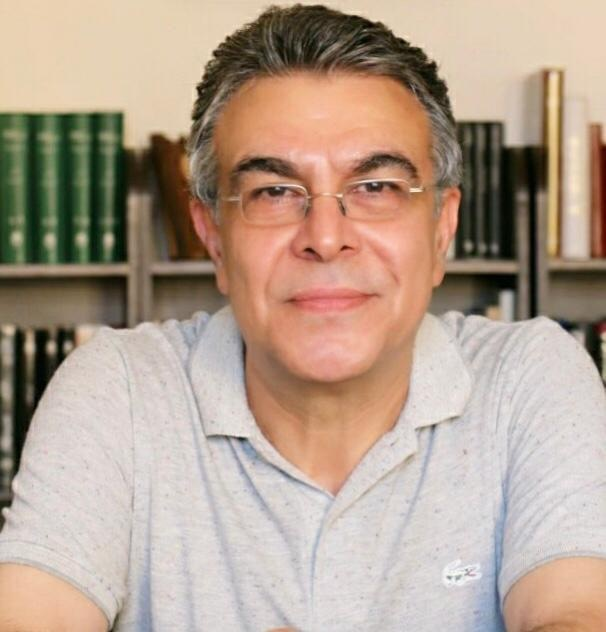
جمشید خانیان

جمشید خانیان، متولد ۱۳۴۰- آبادان، از نیمهٔ اول دههٔ ۱۳۶۰ با نگارش دو نمایشنامهٔ «یک نیمروز در اتاق بازجویی» و «روی نی‌بندی» و نیز مجموعه‌ای از داستان‌های کوتاه، در حوزهٔ «نوشتن» فعالیت خود را آغاز می‌کند. این فعالیت، با گرایش به سمت نقد و پژوهش و به ویژه داستان‌نویسی در عرصهٔ ادبیات نوجوان ابعاد وسیع‌تری به خود می‌گیرد؛ چندان‌که از وی تاکنون (پایان سال ۱۳۹۶) در زمینه‌های مختلف نگارشی بیش از ۴۰ عنوان کتاب به چاپ رسیده‌است. ایشان هم‌چنین طی این سال‌ها به عنوان مدرّس، کارشناس و داور در جشنواره‌های متعدد هنری و ادبی فعالیت داشته‌است. آثار خانیان همواره مورد توجه کارشناسان و منتقدان و دانش‌آموخته‌های رشتهٔ زبان و ادبیات فارسی و ادبیات نمایشی بوده و نقدها، مقاله‌های علمی پژوهشی و پایان‌نامه‌های تحصیلی بسیاری را (در مقاطع کارشناسی ارشد و دکتری) به خود اختصاص داده‌است. تعدادی از آثار نمایشی خانیان، از جمله «روی نی‌بندی»، «اسماعیل اسماعیل»، «دهانی پر از کلاغ» و «تکرار» از پر اجراترین نمایش‌های دو دههٔ اخیر به‌شمار می‌رود که توسط گروه‌های نمایشی سراسر کشور به روی صحنه برده شده‌است. برخی از آثار داستانی ایشان، نظیر «پس یوسف من کجاست؟»، «همیشه همین وقت، همین بازی» و «پول» به زبان‌های انگلیسی، لهستانی و روسی ترجمه و چاپ شده و تعدادی نیز جزو منتخبین و برگزیده‌های بین‌المللی بوده‌اند، که از آن جمله می‌توان به کتاب «قلب زیبای بابور» برگزیدهٔ کتاب‌خانهٔ بین‌المللی کودک و نوجوان مونیخ (۲۰۰۵م)، کتاب «طبقهٔ هفتم غربی» برگزیدهٔ Ibby لندن- دفتر بین‌المللی کتاب برای نسل جوان (۲۰۱۲م) و کتاب «عاشقانه‌های یونس در شکم ماهی» برگزیدهٔ Ibby مکزیک (۲۰۱۵م) اشاره نمود.
آثار او هم‌چنین برگزیدهٔ جایزهٔ بیست سال ادبیات، جایزهٔ کتاب فصل، کتاب سال (در گروه‌های مختلفِ انتخاب، نظیر: جایزهٔ شورای کتاب، جایزهٔ غنی پور، جایزهٔ کتاب‌های رشد، جایزهٔ ماهنامهٔ سلام بچه‌ها و پوپک، جایزهٔ کتاب کودک و نوجوان کانون پرورش فکری کودکان و نوجوانان، جایزهٔ کمیتهٔ هنر کتاب سال دفاع مقدس و جشنواره‌های متعدد نمایشی) و نیز برگزیدهٔ جایزهٔ ربع قرن ادبیات دفاع مقدس در سه رشتهٔ پژوهش هنری، رمان نوجوان و نمایشنامه بوده‌است.
در سال ۱۳۹۶ و در سی و ششمین جشنوارهٔ بین‌المللی تئاتر فجر از ایشان به عنوان نمایشنامه‌نویس منتخب و هم‌چنین به خاطر یک عمر تلاش در نوشتن، آموزش، پژوهش و تولید تئاتر قدردانی شده‌است.
خانیان نخستین نویسندهٔ ادبیات کودک و نوجوان ایران است که در سال ۲۰۱۸ میلادی از بخش آسیا به جشنوارهٔ «کلاغ سفید» کتاب‌خانهٔ بین‌المللی کودک و نوجوان مونیخ دعوت شده‌است.
جمشید خانیان در سال ۱۳۹۷ از سوی انجمن نویسندگان کودک و نوجوان ایران به عنوان نامزد بخش نویسندگی جایزهٔ آسترید لیندگرن ۲۰۱۹ معرفی شده‌است.

## فهرست داستان‌ها برای مخاطب نوجوان
۱- رمان «کودکی‌های زمین». (۱۳۷۶)
۲- داستان بلند «شب گربه‌های چشم سفید». (۱۳۸۰)
۳- پژوهش تاریخی «خشایارشا». (۱۳۸۰)
۴- داستان بلند «کوسه ماهی». (۱۳۸۱)
۵- پژوهش تاریخی «آریایی‌ها». (۱۳۸۲)
۶- رمان «قلب زیبای بابور». (۱۳۸۲)
۷- داستان بلند «شبی که جَرواسَک نخوانَد». (۱۳۸۲)
۸- رمان «لاک‌پشت فیلی». (۱۳۸۵)
۹- رمان «ناهی». (۱۳۸۶)
۱۰- رمان طبقهٔ هفتم غربی. (۱۳۸۷)
۱۱- رمان «غوص عمیق». (۱۳۸۸)
۱۲- رمان عاشقانه‌های یونس در شکم ماهی (۱۳۸۹)
۱۳- رمان «یک جعبه پیتزا برای ذوزنقهٔ کباب شده». (۱۳۹۱)
۱۴- رمان «امپراتور کوتولهٔ سرزمین لی‌لی‌پوت». (۱۳۹۵)
۱۵- رمان گفت‌وگوی جادوگر بزرگ با ملکهٔ جزیرهٔ رنگ‌ها. (۱۳۹۷)
۱۶- رمان «ادسون آرانتس دوناسیمنتو و خرگوش هیمالیایی‌اش». (۱۳۹۷)
17-رمان «در یک ظهر داغ تابستان دختری از بصره آمد». (1400)

## فهرست داستان‌ها برای مخاطبان بزرگسال
۱- مجموعة داستان «همیشه، همین وقت، همین بازی». (۱۳۷۲)
۲- مجموعة داستان «بازی روی خط ممنوع». (۱۳۷۵)
۳- رمان «سُبور». (۱۳۷۶)
۴- رمان «خداحافظ همفری بوگارت». (۱۳۷۶)
۵- رمان «او». (۱۳۷۶)
۶- مجموعة داستان «ننه دلاور». (۱۳۷۸)
۷- رمان «یک نقش برای کاوه». (۱۳۷۸)
۸- مجموعة داستان «گزیدهٔ ادبیات معاصر». (۱۳۸۰)
۹- داستان بلند «فاصله‌های غریب». (۱۳۸۶)
۱۰- مجموعة داستان «حافظه‌ای برای ناقهٔ گوش شکافته». (۱۳۸۷)
۱۱- رمان «پَرقیچی». (۱۳۸۸)

## فهرست نمایش‌نامه‌ها
۱-نمایش‌نامهٔ «یک نیمروز در اتاق بازجویی». (۱۳۶۵)
۲-نمایش‌نامهٔ «بازی نامهٔ بابور». (۱۳۶۶)
۳-نمایش‌نامهٔ «عشق، سال ریکُن». (۱۳۷۹)
۴-نمایش‌نامهٔ «پرگار». (۱۳۷۹)
۵- «مجموعهٔ آثار نمایشی جنگ». (۱۳۸۰)
۶- نمایش‌نامهٔ «اگر مرد کوچولویی پیدایش شد که می‌خندید». (۱۳۸۰)
۷- نمایش‌نامهٔ «غول زنگی قلعهٔ سنگباران». (۱۳۸۱)
۸- نمایش‌نامهٔ «مثل کوچِ کاکایی‌ها». (۱۳۸۱)
۹- نمایش‌نامهٔ «آه از دست این ویکتورهوگو». (۱۳۸۲)
۱۰- نمایش‌نامهٔ «حرف‌های عاشقانه». (۱۳۸۲)
۱۱- نمایش‌نامهٔ «قتل آقای کاف». (۱۳۸۷)
۱۲- نمایش‌نامهٔ «روزی که زمین نان می‌شود». (۱۳۸۷)
۱۳- نمایش‌نامهٔ «تردید». (۱۳۸۷)
۱۴- نمایش‌نامهٔ «تکرار». (۱۳۸۸)
۱۵- نمایش‌نامهٔ «درون پیرهن یحیی». (۱۳۸۸)
۱۶- نمایش‌نامهٔ «روی نی‌بندی». (۱۳۸۸)
۱۷- نمایش‌نامهٔ «دهانی پر از کلاغ». (۱۳۸۸)
۱۸- نمایش‌نامهٔ «چهارمین نامه». (۱۳۸۸)
۱۹- نمایش‌نامهٔ «اسماعیل اسماعیل». (۱۳۸۸)
۲۰- نمایش‌نامهٔ «پنج‌شنبه». (۱۳۸۹)
۲۱- نمایش‌نامهٔ «راکب». (۱۳۸۹)
۲۲- نمایش‌نامهٔ «مرگ ناصری». (۱۳۹۰)
۲۳- نمایش‌نامهٔ «آداب جنگی کردن بلدرچین‌های نر». (۱۳۹۰)
۲۴- نمایش‌نامهٔ «نقطه‌های کوچک در فاصله‌ای بسیار دور از خورشید». (۱۳۹۴)

## فهرست فیلمنامه‌ها
- (۱۳۸۶)، فیلمنامهٔ روزی از روزها، پدر از جمشید خانیانکه به کارگردانی «اسدالله اسدی» ساخته شده‌است.[۱۲]
- (۱۳۷۷)، خانیان براساس داستان بلند " سُبور " که نوشتهٔ خود اوست، فیلمنامهٔ سینمایی با عنوان "زیر آسمان شهر" می‌نویسد که بعد " سیما فیلم "، فیلمی با نام " شرجی " را بر اساس آن می‌سازد.[۱۳]
- (۱۳۶۴)، نگارش فیلمنامهٔ یک مجموعهٔ ۱۳ قسمتی عروسکی، برای صدا و سیمای ملی ایران، با عنوان: " ضرب‌المثل‌هاً برای کودکان و نوجوانان.

## فهرست آثار پژوهشی
1. جست‌وجو در متن، نقد و بررسی ۱۰ رمان ایرانی. (۱۳۸۰)
2. «از زمینه تا درونمایه»، نقد و بررسی ۷ داستان کوتاه ایرانی. (۱۳۸۳)
3. «وضعیت‌های نمایشی دفاع مقدس»، پژوهشی پیرامون تئاتر جنگ در ایران و جهان. (۱۳۸۳)

## آثار ترجمه شده
- (۲۰۰۲)، اثر داستانی جمشید خانیان به نام «همیشه، همین وقت، همین بازی»، در کتابی به نام «شام سرو و آتش»، توسط «ایونا نوویسکا»، در آژانس انتشارات ملی  انتشارات کراکو KAW، به زبان لهستانی ترجمه شده‌است.[۱۴]
- در کتابی به نام "شهر فرنگ ایرانی" داستان‌هایی از جمشید خانیان و نادر ابراهیمی، توسط انتشارات "سوتوچ svetoch" به زبان روسی ترجمه شده‌است.[۶]

## فعالیت‌های اجرایی و ادبی
- (ازسال ۱۳۸۲ تا کنون). مدیر داخلی و مسؤول شورای بررسی کتاب انتشارات «دو رود».
- (از سال ۱۳۹۵ تا اکنون). عضو دفتر تخصصی سینما.
- (۱۳۸۶–۱۳۸۸). عضو شورای تخصصی کانون نمایش‌نامه‌نویسان.
- (۱۳۸۰–۱۳۸۴). تدریس در دانشگاه سوره تهران و اصفهان.
- (۱۳۶۶). همکاری با صدا و سیما در رابطه با آموزش تئاتر و نگارش ۱۳ قسمت نمایش عروسکی برای نوجوانان، با عنوان «ضرب‌المثل‌ها».

## برخی از جوایز و افتخارهای ملی و بین‌المللی
- (۱۳۹۶). در سی و ششمین جشنوارهٔ بین‌المللی تئاتر فجر از وی به عنوان نمایش‌نامه‌نویس منتخب و هم‌چنین به خاطر یک عمر تلاش در نوشتن، آموزش، پژوهش و تولید تئاتر قدردانی شده‌است.[۱]
- (۱۳۹۳). اثر برگزیدهٔ ibby، مکزیک - برای کتاب رمان «عاشقانه‌های یونس در شکم ماهی»[۱۵]
- (۱۳۹۲). برگزیدهٔ نخست جایزهٔ کتاب سال مهر طاها - برای کتاب رمان «یک جعبه پیتزا برای ذوزنقهٔ کباب شده»[۱۵]
- (۱۳۹۱). برگزیدهٔ شورای کتاب کودک - برای کتاب رمان «عاشقانه‌های یونس در شکم ماهی»[۱۵]
- (۱۳۹۱). برگزیدهٔ نخست جایزهٔ کتاب سال مهر طاها - برای کتاب رمان «عاشقانه‌های یونس در شکم ماهی»[۱۵]
- (۱۳۹۱). برندهٔ نشان طلای لاک پشت پرنده -برای کتاب رمان «عاشقانه‌های یونس در شکم ماهی»[۱۵]
- (۱۳۹۱). اثر برگزیدهٔ ibby (دفتر بین‌المللی کتاب برای نسل جوان، لندن) -برای کتاب رمان «طبقهٔ هفتم غربی»[۱۵]
- (۱۳۸۹). برگزیدهٔ کتاب سال شهید-غنی پور - برای کتاب رمان «غوص عمیق»[۱۵]
- (۱۳۸۸). برگزیدهٔ کتاب سال شهید-غنی پور-برای کتاب رمان «طبقهٔ هفتم غربی»[۱۵]
- (۱۳۸۸). برگزیدهٔ چهارمین دورهٔ جشنوارهٔ کتاب برتر (به مناسبت هفدهمین دورهٔ هفتهٔ کتاب سال جمهوری اسلامی) -برای کتاب رمان «طبقهٔ هفتم غربی»
- (۱۳۸۸). رتبهٔ نخست در هفتمین دورهٔ جایزهٔ ادبی اصفهان - برای کتاب رمان «طبقهٔ هفتم غربی».[۱۵]
- (۱۳۸۸). برگزیدهٔ نخست ربع قرن کتاب دفاع مقدس در حوزهٔ ادبیات نمایشی - برای کتاب نمایشنامهٔ «چهارمین نامه».
- (۱۳۸۸). برگزیدهٔ نخست ربع قرن کتاب دفاع مقدس در حوزهٔ پژوهش هنری -برای کتاب «وضعیت‌های نمایشی دفاع مقدس»[۱۶]
- (۱۳۸۸). برگزیدهٔ نخست ربع قرن کتاب دفاع مقدس در حوزهٔ رمان نوجوان -برای کتاب رمان «شبی که جرواسک نخوانَد»[۱۵]
- (۱۳۸۷). برگزیدهٔ ششمین دورهٔ انتخاب کتاب سال ماهنامهٔ سلام بچه‌ها و پوپک - برای کتاب «شب گربه‌های چشم سفید»[۱۵]
- (۱۳۸۷). برگزیدهٔ جشنوارهٔ کتاب سال کوک ونوجوان کانون پرورش فکری… -برای کتاب «شب گربه‌های چشم سفید»[۱۵]
- (۱۳۸۷). برگزیدهٔ سال از نظر نویسندگان ومنتقدان -برای کتاب رمان «طبقهٔ هفتم غربی»[۱۵]
- (۱۳۸۷). برگزیدهٔ کتاب سال شورای کتاب کودک -برای کتاب رمان «طبقهٔ هفتم غربی»[۱۵]
- (۱۳۸۷). برگزیدهٔ کتاب سال شهید-غنی پور -برای کتاب رمان «ناهی»[۱۷]
- (۱۳۸۶). برگزیدهٔ کتاب سال شهید-غنی پور -برای کتاب رمان «لاک پشت فیلی»[۱۵]
- (۱۳۸۴). برگزیدهٔ کتابخانهٔ مونیخ -برای کتاب رمان «قلب زیبای بابور»[۱۵]
- (۱۳۸۳). برگزیدهٔ کتاب سال شورای کتاب کودک -برای کتاب رمان «شبی که جرواسک نخوانَد»[۱۵]
- (۱۳۸۱). برگزیدهٔ سومین دورهٔ جشنوارهٔ کتاب‌های آموزشی رشد -برای کتاب «خشایارشا»[۱۵]
- (۱۳۷۹). برگزیدهٔ ۲۰ سال ادبیات دفاع مقدس در هشتمین هفتهٔ کتاب سال -برای کتاب رمان «کودکی‌های زمین»[۱۵]
- (۱۳۷۵). برگزیدهٔ چهارمین دورهٔ کتاب سال دفاع مقدس - برای کتاب رمان «کودکی‌های زمین».[۱۵]
- (۱۴۰۳). برگزیده جشنواره‌ ملی ادبیات کودک و نوجوان شیراز برای کتاب «عاشقانه‌های یونس در شکم ماهی».